# Neoregelia spectabilis
Neoregelia spectabilis là một loài thực vật có hoa trong họ Bromeliaceae. Loài này được (T.Moore) L.B.Sm. mô tả khoa học đầu tiên năm 1934.

## Hình ảnh

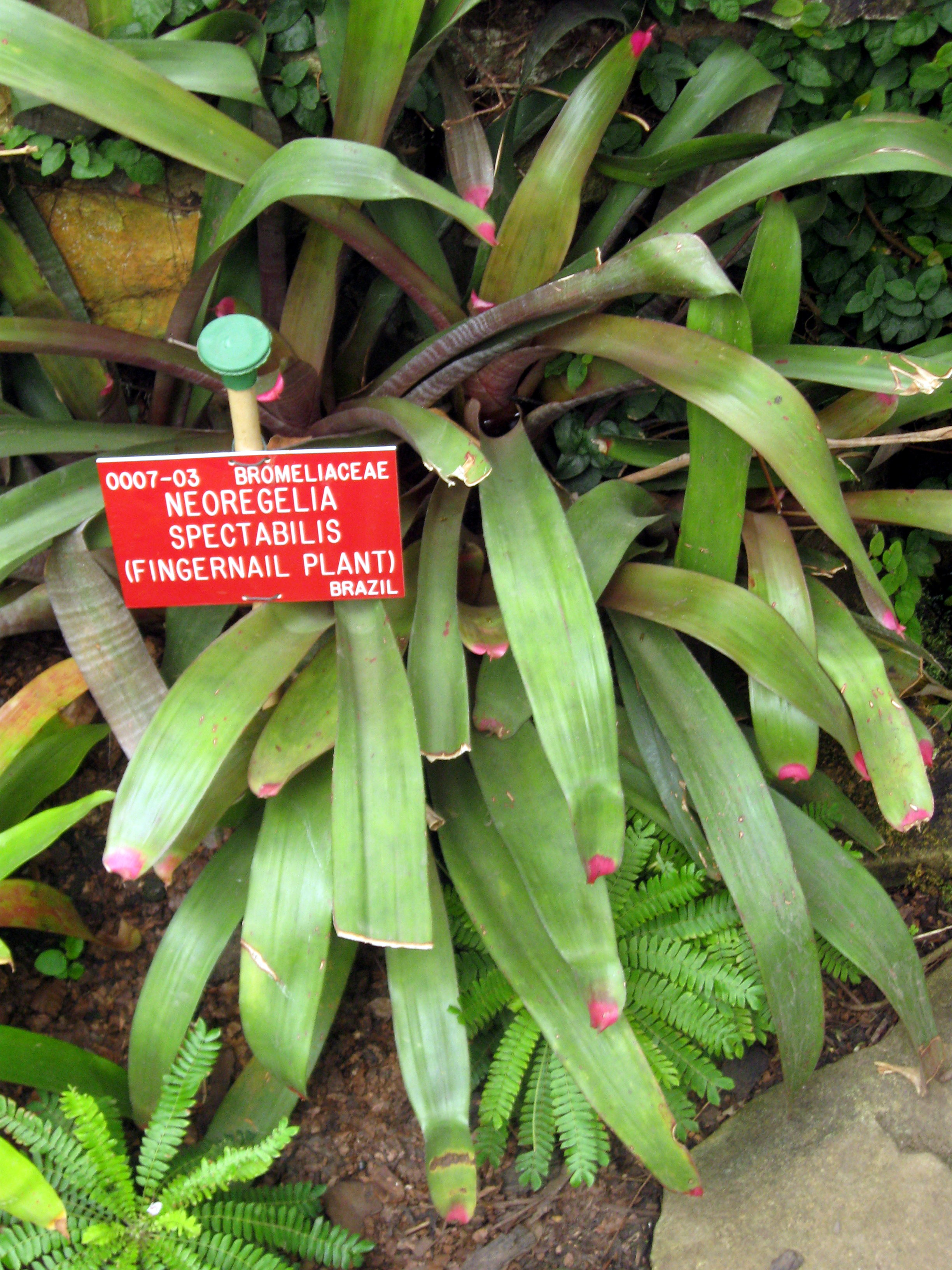
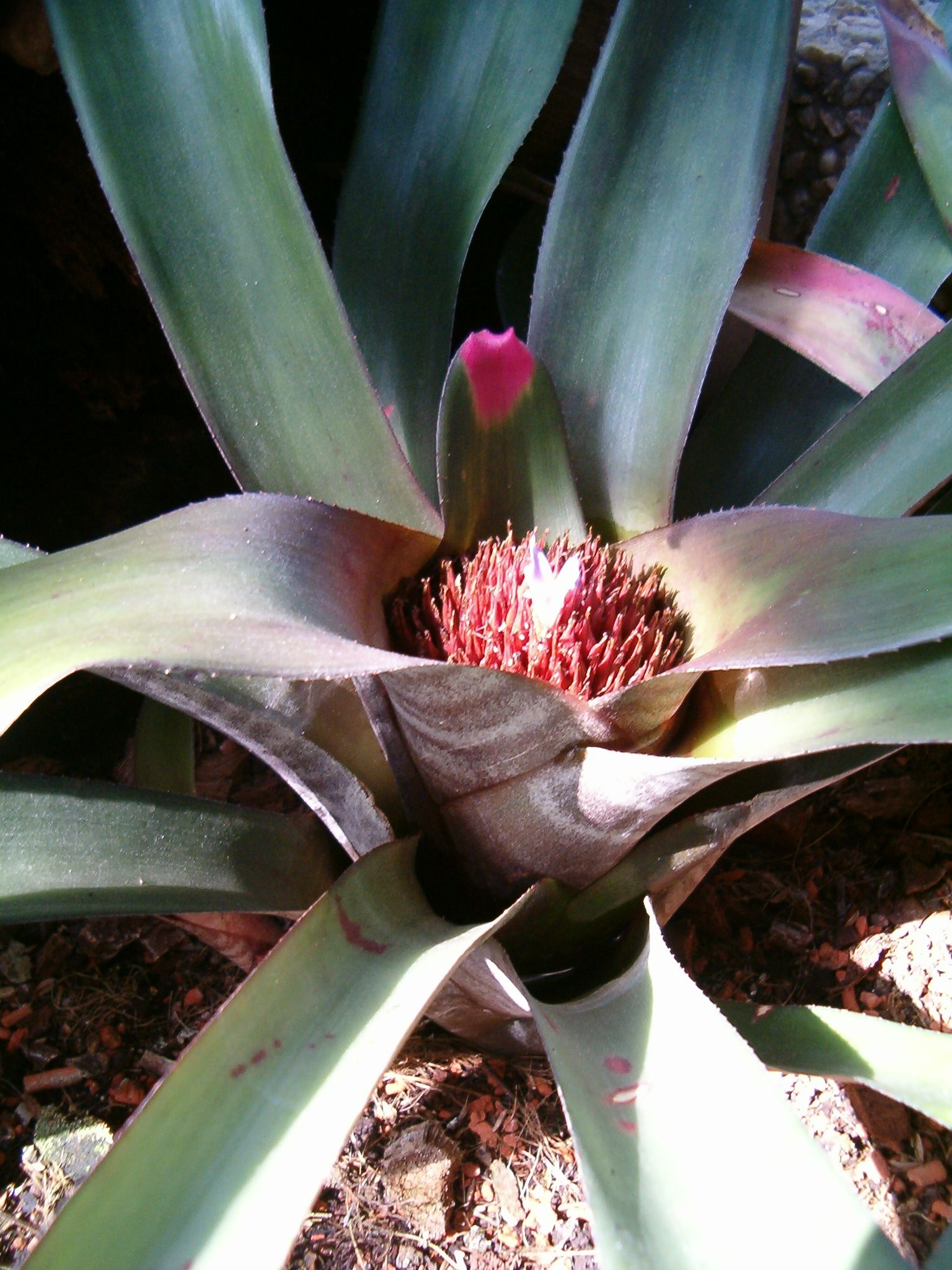